# 폴리아몬드
폴리아몬드는 n개의 정삼각형이 최소 한 변을 공유하는 도형이다.
|  |  |

|  |  |

|  |  |

|  |  |  |

|  |  |  |  |

|  |  |  |  |  |  |  |  |  |  |  |  |

각 폴리아몬드의 종류의 개수는 1, 1, 1, 3, 4, 12, 24, 66, 160, … 순이다. (OEIS의 수열 A000577)

## 같이 보기
- 정삼각형 테셀레이션